# Prescinsêua
La prescinsêua (preʃiŋ'søa̯, en italien aussi appelée quagliata, ou lait caillé, génois ou ligure) est un produit laitier typique de la province de Gênes ressemblant à une sorte de lait caillé.
La prescinsêua a une consistance entre le yaourt et la ricotta et un goût aigre. Elle est utilisée pour la préparation des pansoti, de la torta pasqualina, de presque toutes les tartes salées typiques de la Ligurie et des barbajuan (raviolis frits à la citrouille).

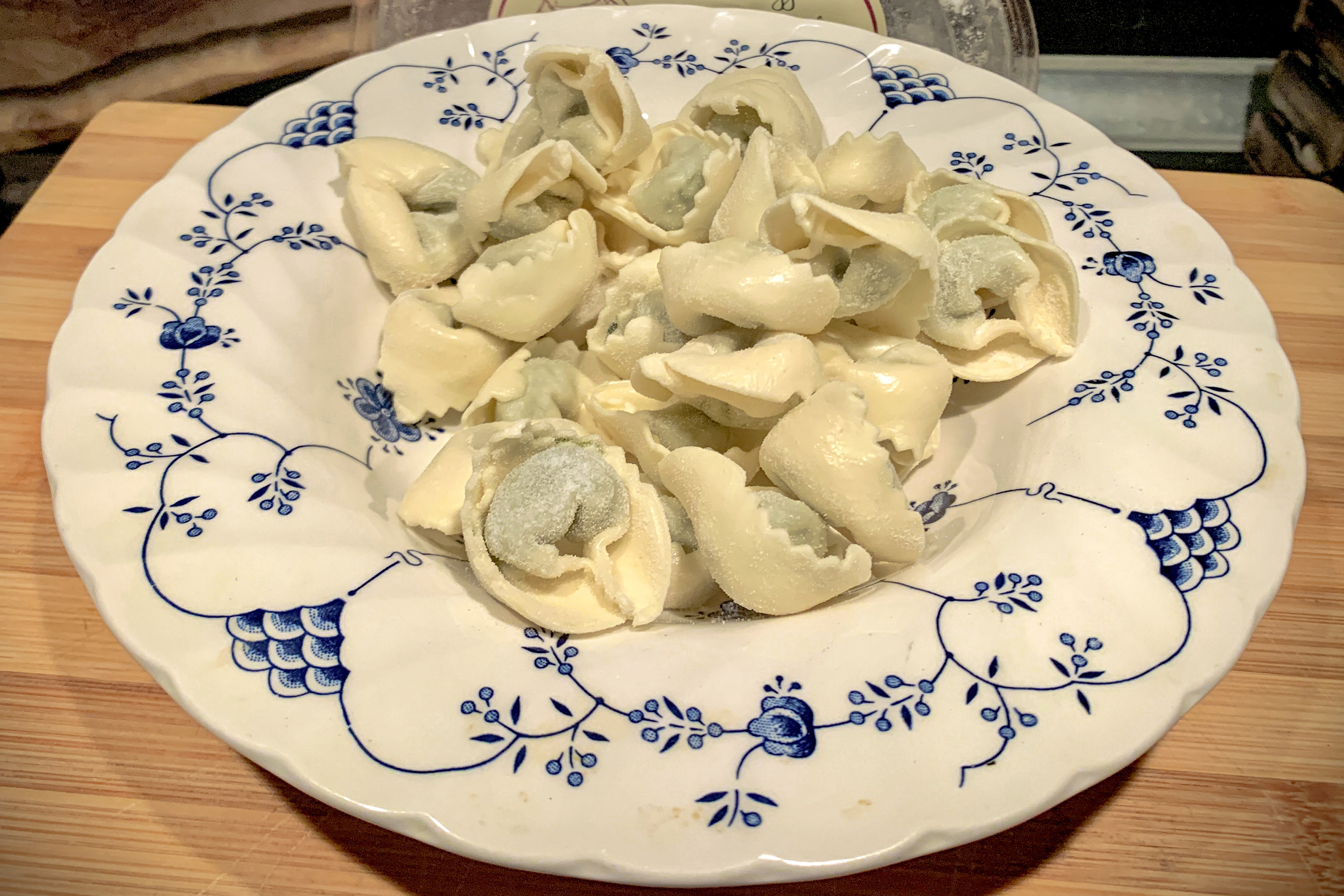
Le pansoti typique à la sauce aux noix.

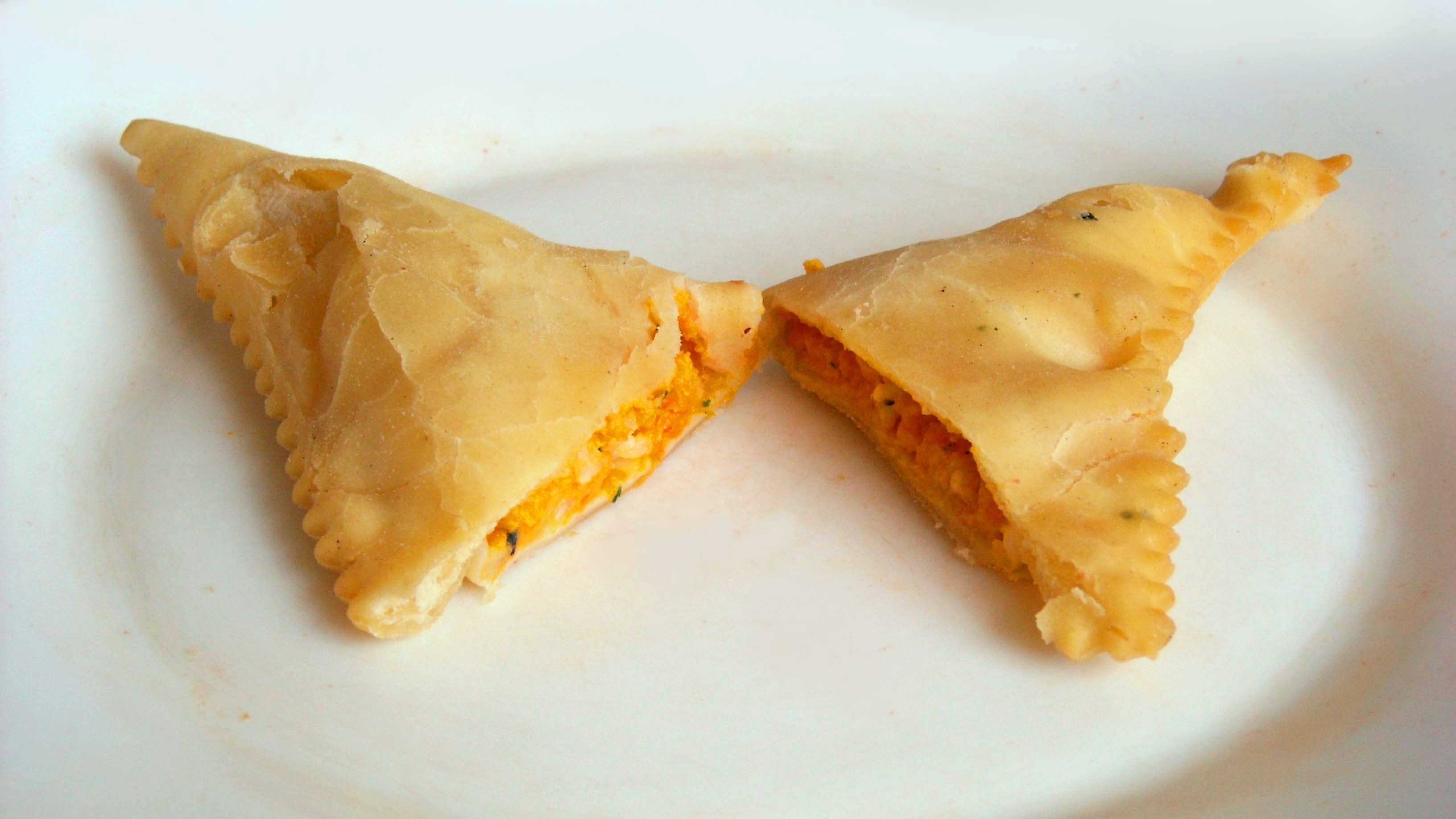
Barbajuan préparé avec de la prescinsêua.

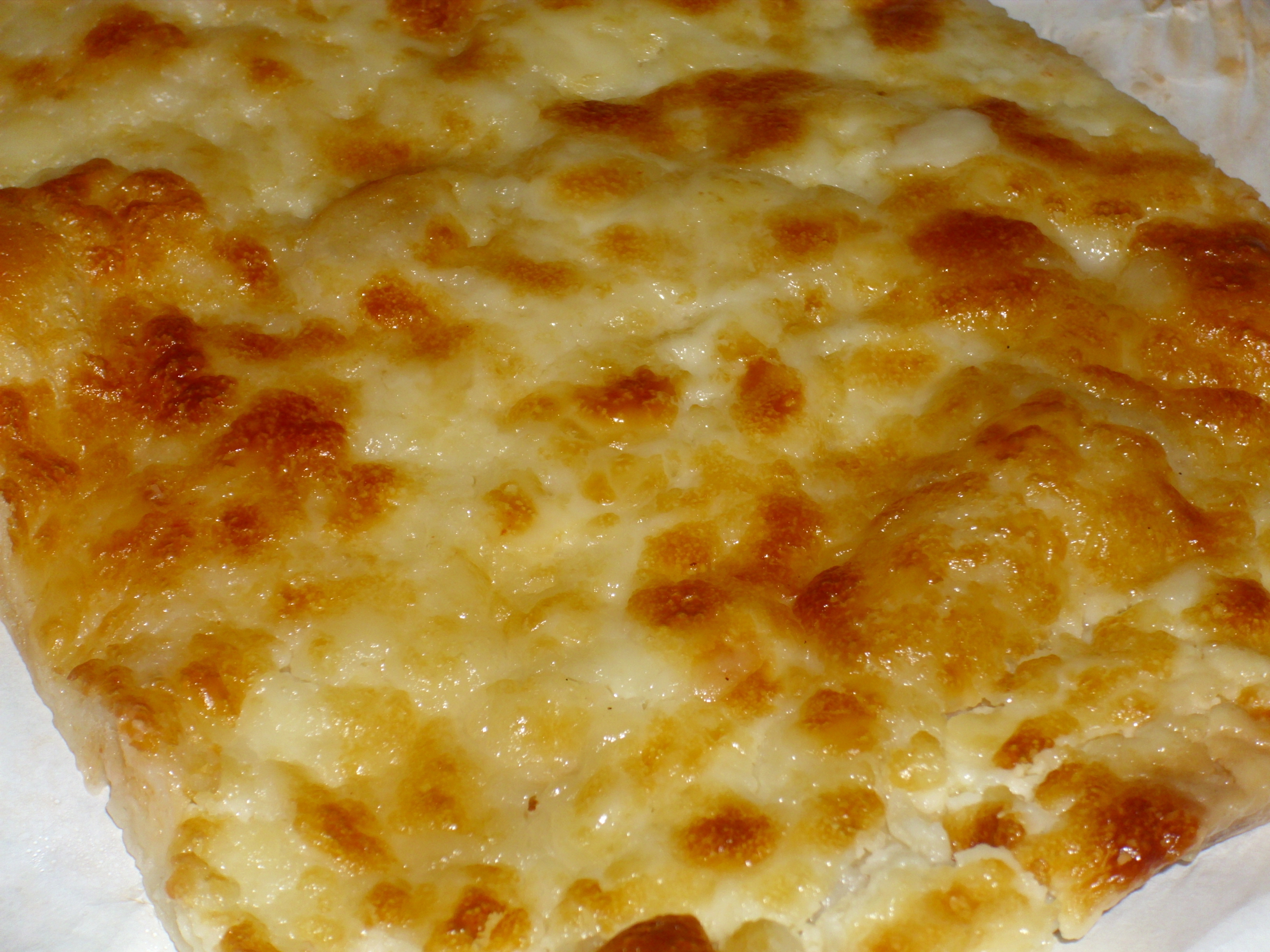
Focaccia au fromage Recco d'une ancienne recette avec de la prescinsêua.

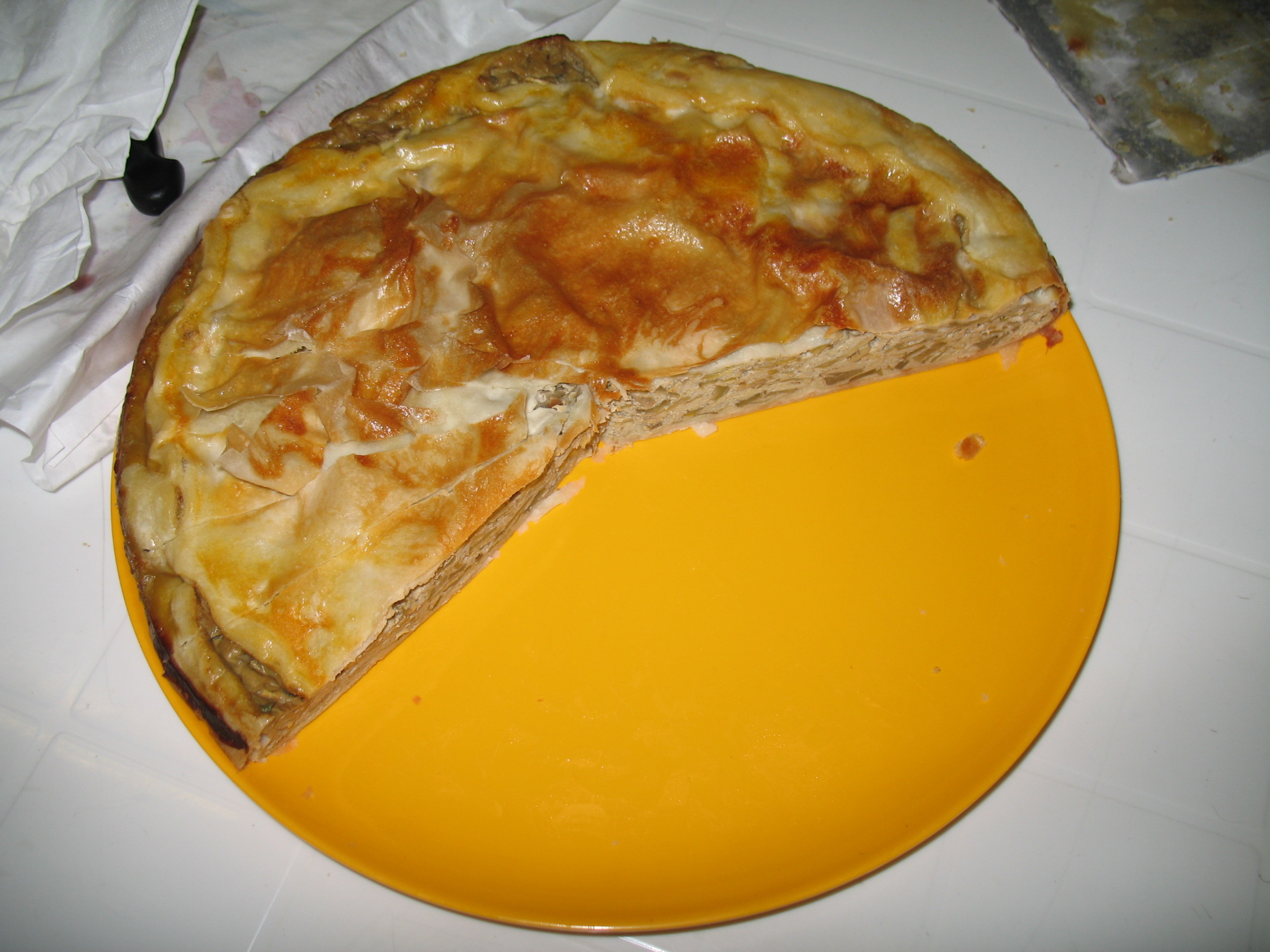
Le gâteau de Pâques.

## Étymologie
Le mot prescinsêua vient du mot « présure » qui se dit presù en génois. La présure, extraite de la caillette des veaux allaités, est l'agent provocant le caillage du lait.

## Histoire
On pense que ce produit est arrivé à Gênes en provenance d'Orient.
Il était autrefois principalement utilisé pour fabriquer la focaccia di Recco (it) (foccacia au fromage) mais compte tenu de la faible production laitière, elle est désormais généralement remplacée par du stracchino.

## Préparation
La prescinsêua s'obtient en laissant reposer du lait frais pendant quarante-huit heures. Un quart est ensuite porté à 40-50 °C, en ajoutant de la présure. Ensuite, le tout est laissé au repos pendant quatre heures,.

## Dans la culture populaire
Buio Pesto, un groupe chantant en dialecte génois, a composé la chanson Prescinsêua en l'honneur de ce produit typiquement génois en 2009, incluse dans l'album 2010 Pesto.